# Ларіна Катерина Василівна
Катерина Василівна Ларіна (нар. 6 жовтня 1989, Рождественське, Поворинський район, Воронезька область, РРФСР) — російська футболістка.

## Життєпис
Вихованка дитячого будинку м. Борисоглєбськ Воронезької області. У юнацькі роки працювала вантажником, видаючи себе за хлопчика, також працювала у «Макдональдсі». Навчалася на будівельника-оздоблювальника.
Займалася футболом з дитячих років, спочатку в команді Борисоглєбська, потім — у воронезькій «Енергії» у тренера Сергія Анатолійовича Томіліна. Дорослу кар'єру розпочинала у клубах першої та другої ліги — «Чайка» (Усмань), ШВСМ (Вороніж), «Азов». У «Чайці» була капітаном команди.
З початку 2010-х років виступала у першій лізі за «Єнісей», загалом провела в команді з перервою п'ять років. Була капітаном «Єнісея». У 2013 році стала срібним призером першої ліги та визнана найкращою захисницею змагань. У 2015 році відлучилася на сезон до білоруського клубу «Бобруйчанка», провела 20 матчів у вищій лізі Білорусі. Потім знову повернулася до «Єнісея» й у 2016 році в черговий раз зі своїм клубом стала срібним призером першої ліги. 18 квітня 2017 року дебютувала у вищій лізі Росії у поєдинку проти «Росіянки», а всього за сезон відіграла усі 14 матчів вищої ліги без замін.
У 2018 році перейшла до клубу «Кубаночка», за сезон зіграла у всіх 14 матчах чемпіонату.
З 2019 року виступала за «Рязань-ВДВ», провела у клубі три сезони. У 2021 році взяла участь у всіх 27 матчах чемпіонату. Наприкінці 2021 року перейшла до клубу «Зірки-2005» (Перм).
Викликалася до розширеного складу збірної Росії.